# 约翰·杜伦
约翰·托马斯·杜伦（英語：John Thomas Duren，1958年10月30日—），美国NBA联盟前职业篮球运动员。他在1980年的NBA选秀中第1轮第19顺位被犹他爵士选中。